# Spencer Dryden
Spencer Dryden (7. dubna 1938 New York City, New York, USA – 11. ledna 2005 Petaluma, Kalifornie, USA) byl americký rockový bubeník, syn herce Wheelera Drydena.
V útlém dětství se s rodinou přestěhoval do Los Angeles, kde jej otec, který byl fanouškem jazzu, brával do jazzových klubů. V roce 1966 nahradil Skipa Spence ve skupině Jefferson Airplane, kde hrál do roku 1970, kdy jej nahradil Joey Covington. V roce 1969 se skupinou vystoupil na festivalu Woodstock. Se skupinou nahrál část skladeb pro album Jefferson Airplane Takes Off (1966) a celá alba Surrealistic Pillow (1967), After Bathing at Baxter's (1967), Crown of Creation (1968) a Volunteers (1969). Když byla sestava, která tyto alba nahrála, v osmdesátých letech obnovena, Dryden se reuionu neúčastnil.
V roce 1970 nahradil Mickeyho Harta v kapele New Riders of the Purple Sage, kde nakonec hrál až do roku 1977. V osmdesátých letech byl členem superskupiny The Dinosaurs. Zemřel v roce 2005 na rakovinu ve svých šestašedesáti letech.